# Les Enfants de Lumière
Pour plus de détails, voir Fiche technique et Distribution.
Les Enfants de Lumière est un documentaire compilant des extraits de films du cinéma français ou traitant des débuts du cinéma, réalisé par Jacques Perrin et Yves Deschamps et sorti en 1995.

## Synopsis
Un peu moins de 300 extraits de films français dans un long métrage, pour témoigner de la richesse et de la diversité du cinéma français à l'occasion des 100 ans du cinéma. Le commentaire effectué en voix-off est celui de Jacques Perrin lui-même.

## Fiche technique
- Titre : Les Enfants de Lumière
- Réalisation : Jacques Perrin et Yves Deschamps
- Production : Jacques Perrin
- Producteur délégué : Bernard Lorain
- Société de production : Galatée Films, France 2 Cinéma[1]
- Montage : Yves Deschamps[2]
- Société de montage : Madeleine Films[3]
- Musique : Michel Legrand
- Durée : 110 minutes (1h50)
- Pays de production :  France
- Date de sortie : 
  - France : 28 juin 1995

## Liste des extraits des films
par ordre d'apparition :
- Premier Film de Jozef Piwkowski, 1982
- Le Grand Méliès de Georges Franju, 1952
- Jeux de fées (auteur inconnu), 1903
- Le silence est d'or de René Clair, 1945
- Les Débuts de Max au cinématographe de Lucien Nonguet, 1910
- Lola Montès de Max Ophüls, 1955
- La Merveilleuse Vie de Jeanne d'Arc, fille de Lorraine de Marco de Gastyne, 1929
- La Passion de Jeanne d'Arc de Carl Theodor Dreyer, 1928
- Destin de Dimitri Kirsanoff, 1927
- Pierrot le fou de Jean-Luc Godard, 1955
- Baisers volés de François Truffaut, 1968
- Pontcarral, colonel d'Empire de Jean Delannoy, 1942
- Jean de Florette de Claude Berri, 1985
- La Femme du boulanger de Marcel Pagnol, 1938
- Faut pas prendre les enfants du bon Dieu pour des canards sauvages de Michel Audiard, 1968
- Les Grandes Familles de Denys de La Patellière, 1958
- Le Quai des brumes de Marcel Carné, 1938
- Hôtel du Nord de Marcel Carné, 1938
- La Guerre des boutons de Yves Robert, 1962
- Marie-Martine d'Albert Valentin, 1943
- Drôle de drame de Marcel Carné, 1937
- Les Visiteurs de Jean-Marie Poiré, 1993
- Le Schpountz de Marcel Pagnol, 1938
- La Gifle de Claude Pinoteau, 1974
- Le Voile bleu de Jean Stelli, 1942
- Quai des Orfèvres de Henri-Georges Clouzot, 1947
- Jules et Jim de François Truffaut, 1962
- Circonstances atténuantes de Jean Boyer, 1939
- Un homme et une femme de Claude Lelouch, 1965
- À bout de souffle de Jean-Luc Godard, 1959
- Les Enfants du paradis de Marcel Carné, 1943
- Casanova d'Alexandre Volkoff, 1927
- Les Inconnus dans la maison d'Henri Decoin, 1942
- L'Armoire volante de Carlo Rim, 1948
- Papa, Maman, la Bonne et moi de Jean-Paul Le Chanois, 1954
- L'affaire est dans le sac de Pierre et Jacques Prévert, 1932
- La Douceur du village de François Reichenbach, 1954
- Napoléon d'Abel Gance, 1927
- La Marseillaise de Jean Renoir, 1938
- La Grande Illusion de Jean Renoir, 1937
- Les Couronnes d'Émile Cohl, 1909
- Du Guesclin de Bernard de La Tour, 1948
- Jeanne la Pucelle : Les Batailles de Jacques Rivette, 1994
- La Merveilleuse Vie de Jeanne d'Arc, fille de Lorraine de Marco de Gastyne, 1929 (second extrait)
- Le Miracle des loups de Raymond Bernard, 1924
- Le Miracle des loups d'André Hunebelle, 1961
- Sans peur et sans reproche de Gérard Jugnot, 1988
- François Ier de Christian-Jaque, 1937
- La Reine Margot de Patrice Chéreau, 1994
- La Reine Margot de Jean Dréville, 1954
- L'Assassinat du duc de Guise d'André Calmettes et Charles Le Bargy, 1908
- Si Paris nous était conté de Sacha Guitry, 1955
- Le Capitan d'André Hunebelle, 1960
- Les Trois Mousquetaires de Bernard Borderie, 1961
- Louis, enfant roi de Roger Planchon, 1993
- Molière de Léonce Perret, 1909
- Remontons les Champs-Élysées de Sacha Guitry, 1938
- Fanfan la Tulipe de Christian-Jaque, 1951
- Marie-Antoinette reine de France de Jean Delannoy, 1956
- Danton d'Andrzej Wajda, 1983
- Les Perles de la couronne de Sacha Guitry et Christian-Jaque, 1937
- Madame sans-gêne de Roger Richebé, 1941
- Le Souper d'Édouard Molinaro, 1992
- Le Comte de Monte-Cristo de Robert Vernay, 1954
- Nana de Christian-Jaque, 1955
- Les Hommes nouveaux de Marcel L'Herbier, 1936
- Pétain de Jean Marbœuf, 1993
- L'Armée des ombres de Jean-Pierre Melville, 1969
- L'Opération Corned Beef de Jean-Marie Poiré, 1991
- Peau de pêche de Jean Benoit-Lévy et Marie Epstein, 1929
- Les Quatre Cents Coups de François Truffaut, 1959
- Les Risques du métier d'André Cayatte, 1967
- Les Grands d'Henri Fescourt, 1924
- Les Disparus de Saint-Agil de Christian-Jaque, 1938
- La Cage aux rossignols de Jean Dréville, 1945
- Gribiche de Jacques Feyder, 1926
- Zéro de conduite de Jean Vigo, 1933
- Onésime horloger de Jean Durand, 1912
- L'Arrosoir polycarpe (production Eclipse) 1910
- Boireau, roi de la boxe d'André Deed, 1912
- Calino a mangé du cheval de Paul Bertho, 1907
- Bigorno fume l'opium attribué à Z. Rollinie et René Lantini, 1914
- Zigoto plombier d'occasion de Jean Durand, 1912
- Calino sourcier de Jean Durand, 1913
- Léontine garde la maison (production Nizza), 1912
- Delicatessen de Marc Caro et Jean-Pierre Jeunet, 1991
- Lady Paname d'Henri Jeanson, 1950
- L'Enfance nue de Maurice Pialat, 1968
- Une java de Claude Orval, 1939
- Le Comte Obligado de Léon Mathot, 1935
- Milou en mai de Louis Malle, 1990
- Rigolboche de Christian-Jaque, 1936
- Romance de Paris de Jean Boyer, 1941
- Marguerite de la nuit de Claude Autant-Lara, 1955
- Un monde sans pitié d'Éric Rochant, 1989
- Le Voyage sur Jupiter de Segundo de Chomón, 1909
- La Poule aux œufs d'or de Gaston Velle, 1908
- Les Nouveaux Messieurs de Jacques Feyder, 1928
- Narayana de Léon Poirier, 1920
- L'Atalante de Jean Vigo, 1934
- Cléo de 5 à 7 d'Agnès Varda, 1962
- Les Portes de la nuit de Marcel Carné, 1946
- Vampyr de Carl Theodor Dreyer, 1932
- La Chambre verte de François Truffaut, 1978
- La Chute de la maison Usher de Jean Epstein, 1928
- Le Baron fantôme de Serge de Poligny, 1942
- La Belle et la Bête de Jean Cocteau, 1946
- Les Visiteurs du soir de Marcel Carné, 1942
- Le Testament d'Orphée de Jean Cocteau, 1959
- Les Choses de la vie de Claude Sautet, 1959
- Pépé le Moko de Julien Duvivier, 1937
- L'Étrange Monsieur Victor de Jean Grémillon, 1938
- Buffet froid de Bertrand Blier, 1979
- Léon de Luc Besson, 1994
- Nous irons tous au paradis d'Yves Robert, 1977
- À la conquête de l'air de Ferdinand Zecca, 1901
- Narcisse d'Ayres d'Aguiar, 1940
- Le ciel est à vous de Jean Grémillon, 1943
- L'As des as de Gérard Oury, 1982
- J'arrose mes galons de Jacques Darmont et René Pujol, 1936
- Les Dégourdis de la 11e de Christian-Jaque, 1937
- Ignace de Pierre Colombier, 1937
- Le Bon Roi Dagobert de Dino Risi, 1984
- La Jument verte de Claude Autant-Lara, 1959
- Ni vu, ni connu d'Yves Robert, 1957
- L'Auberge rouge de Claude Autant-Lara, 1951
- Jour de fête de Jacques Tati, 1947
- Le Triporteur de Jack Pinoteau, 1957
- Les Tontons flingueurs de Georges Lautner, 1953
- Le Cerveau de Gérard Oury, 1969
- La Folie des grandeurs de Gérard Oury, 1971
- Série noire de Alain Corneau, 1978
- La Beauté du diable de René Clair, 1950
- Zigomar peau d'anguille de Victorin-Hippolyte Jasset, 1913
- L'X noir de Léonce Perret, 1916
- Les Vampires de Louis Feuillade, 1915
- Protéa III ou la course à la mort de Joseph Faivre, 1915
- Le Corbeau de Henri-Georges Clouzot, 1943
- L'Alibi de Pierre Chenal, 1937
- Garde à vue de Claude Miller, 1981
- Le Samouraï de Jean-Pierre Melville, 1967
- Le Grand Pardon d'Alexandre Arcady, 1991
- Razzia sur la chnouf d'Henri Decoin, 1954
- Les Fugitifs de Francis Veber, 1985
- Subway de Luc Besson, 1985
- Les Ripoux de Claude Zidi, 1984
- La Poison de Sacha Guitry, 1951
- Justice est faite d'André Cayatte, 1950
- La Vérité d'Henri-Georges Clouzot, 1960
- Une affaire de femmes de Claude Chabrol, 1988
- Un chant d'amour de Jean Genet, 1950
- La Vie, l'Amour, la Mort de Claude Lelouch, 1958
- Nous sommes tous des assassins d'André Cayatte, 1952
- Histoire d'un crime de Ferdinand Zecca, 1901
- Cyrano de Bergerac de Jean-Paul Rappeneau, 1990
- Le Cauchemar de Pierrot de Gaston Velle, 1912
- Deburau de Sacha Guitry, 1950
- Occupe-toi d'Amélie de Claude Autant-Lara, 1949
- L'Habit vert de Roger Richebé, 1937
- Les Amours célèbres de Michel Boisrond, 1961
- Le Comédien de Sacha Guitry, 1947
- Molière d'Ariane Mnouchkine, 1978
- Paradis perdu d'Abel Gance, 1940
- J'accuse d'Abel Gance, 1938
- Les Croix de bois de Raymond Bernard, 1932
- La Vie et rien d'autre de Bertrand Tavernier, 1989
- Jeux interdits de René Clément, 1952
- La Grande Vadrouille de Gérard Oury, 1966
- Week-end à Zuydcoote d'Henri Verneuil, 1964
- La Traversée de Paris de Claude Autant-Lara, 1956
- Le Père tranquille de René Clément, 1946
- La Bataille du rail de René Clément, 1946
- Lacombe Lucien de Louis Malle, 1974
- Le Dernier Métro de François Truffaut, 1980
- Au revoir les enfants de Louis Malle, 1987
- Monsieur Klein de Joseph Losey, 1975
- Shoah de Claude Lanzmann, 1975-1985
- Nuit et brouillard de Alain Resnais, 1955
- Le Petit Soldat de Paul Grimault, 1947
- Les Amants de Vérone de André Cayatte, 1948
- Un, deux, trois, soleil de Bertrand Blier, 1993
- Camille Claudel de Bruno Nuytten, 1988
- Manon des sources de Claude Berri, 1986
- César et Rosalie de Claude Sautet, 1972
- La Piscine de Jacques Deray, 1969
- Alphaville de Jean-Luc Godard, 1965
- Une belle garce de Marco de Gastyne, 1930
- La Duchesse de Langeais de Jacques de Baroncelli, 1942
- Ma nuit chez Maud d'Éric Rohmer, 1969
- Le Lit à colonnes de Roland Tual, 1942
- La Bête humaine de Jean Renoir, 1938
- Partie de campagne de Jean Renoir, 1936
- La Comédie du bonheur de Marcel L'Herbier, 1939
- Mayerling d'Anatole Litvak, 1936
- Caroline chérie de Richard Pottier, 1951
- L'Éternel Retour de Jean Delannoy, 1943
- Et Dieu… créa la femme de Roger Vadim, 1956
- 37°2 le matin de Jean-Jacques Beineix, 1985
- Le Rouge et le Noir de Claude Autant-Lara, 1954
- L'Âge d'or de Luis Buñuel, 1930
- Faisons un rêve de Sacha Guitry, 1936
- Vivement dimanche ! de François Truffaut, 1983
- Le Grand Blond avec une chaussure noire de Yves Robert, 1972
- Péril en la demeure de Michel Deville, 1984
- La Balance de Bob Swaim, 1982
- Les Valseuses de Bertrand Blier, 1974
- La Discrète de Christian Vincent, 1990
- On aura tout vu de Georges Lautner, 1976
- L'important c'est d'aimer de Andrzej Żuławski, 1974
- Un revenant de Christian-Jaque, 1946
- Les Parapluies de Cherbourg de Jacques Demy, 1964
- Pickpocket de Robert Bresson, 1959
- Le Plaisir de Max Ophüls, 1951
- La Terre de André Antoine, 1921
- Le Chemineau d'Albert Capellani et Henry Krauss, 1917
- Goupi Mains Rouges de Jacques Becker, 1943
- La Règle du jeu de Jean Renoir, 1939
- La Fille du puisatier de Marcel Pagnol, 1940
- Simplet de Fernandel, 1942
- Jofroi de Marcel Pagnol, 1933
- La Gloire de mon père de Yves Robert, 1990
- Le Homard de Léonce Perret, 1913
- Trichromie : Deauville (auteur inconnu), 1913
- Les Vacances de monsieur Hulot de Jacques Tati, 1953
- Adieu Philippine de Jacques Rozier, 1962
- Les Bronzés de Patrice Leconte, 1978
- La Traversée de l'Atlantique à la rame de Jean-François Laguionie, 1978
- Le Grand Bleu de Luc Besson, 1987
- Plein Soleil de René Clément, 1960
- Marius d'Alexander Korda, 1931
- Le Crabe-tambour de Pierre Schoendoerffer, 1977
- Le Révolté de Léon Mathot, 1938
- La Maison du Maltais de Pierre Chenal, 1938
- Le Salaire de la peur d'Henri-Georges Clouzot, 1951
- Les Orgueilleux d'Yves Allégret, 1953
- Indochine de Régis Wargnier, 1992
- La Victoire en chantant de Jean-Jacques Annaud, 1976
- Black Mic-Mac de Thomas Gilou, 1986
- Dupont Lajoie d'Yves Boisset, 1974
- Hors la vie de Maroun Bagdadi, 1991
- La Tragédie impériale de Marcel L'Herbier, 1937
- Les Misérables de Raymond Bernard, 1933
- Les Misérables de Robert Hossein, 1982
- Les Misérables d'Albert Capellani, 1913
- Les Misérables de Jean-Paul Le Chanois, 1957
- Les Misérables d'Henri Fescourt, 1925
- Les Misérables de Claude Lelouch, 1995
- Mandrin d'Henri Fescourt, 1923
- Le Voyage du capitaine Fracasse d'Ettore Scola, 1991
- Le Bossu d'André Hunebelle, 1959
- La Kermesse héroïque de Jacques Feyder, 1935
- Tous les matins du monde d'Alain Corneau, 1991
- Désiré de Sacha Guitry, 1937
- Farrebique de Georges Rouquier, 1946
- Voici le temps des assassins de Julien Duvivier, 1956
- Le Grand Restaurant de Jacques Besnard, 1966
- La Cité de la peur d'Alain Berberian, 1994
- La vie est un long fleuve tranquille d'Étienne Chatiliez, 1988
- Le Fantôme de la liberté de Luis Buñuel, 1974
- Que la bête meure de Claude Chabrol, 1969
- Vincent, François, Paul... et les autres de Claude Sautet, 1974
- Casque d'Or de Jacques Becker, 1952
- Sous les toits de Paris de René Clair, 1930
- Le jour se lève de Marcel Carné, 1939
- Quatorze juillet de René Clair, 1933
- Âmes d'enfants de Jean Benoît-Lévy et Marie Epstein, 1927
- L'Entraîneuse d'Albert Valentin, 1938
- Retour à l'aube d'Henri Decoin, 1938
- Un carnet de bal de Julien Duvivier, 1937
- French Cancan de Jean Renoir, 1955
- Les Aventures de Rabbi Jacob de Gérard Oury, 1973
- Les Demoiselles de Rochefort de Jacques Demy, 1967
- Mina Tannenbaum de Martine Dugowson, 1994
- À nos amours de Maurice Pialat, 1983
- Trois couleurs : Blanc de Krzysztof Kieślowski, 1994
- Merci la vie de Bertrand Blier, 1990
- Trois couleurs : Bleu de Krzysztof Kieślowski, 1993
- Trois couleurs : Rouge de Krzysztof Kieślowski, 1994
- L'Enfer de Claude Chabrol, 1994
- Noce blanche de Jean-Claude Brisseau, 1989
- L'Été meurtrier de Jean Becker, 1983
- La Boum de Claude Pinoteau, 1980
- Un singe en hiver de Henri Verneuil, 1962
- Le Diable par la queue de Philippe de Broca, 1969
- Les Grandes Manœuvres de René Clair, 1955
- Fanfan d'Alexandre Jardin, 1993
- Trois Valses de Ludwig Berger, 1938

### Claps et tournages
- Alice Guy tourne...
- Napoléon d'Abel Gance, 1927
- La Cousine Bette de Max de Rieux, 1927
- Autour de l'argent de Jean Dréville, 1929 (Documentaire)
- L'Atalante de Jean Vigo, 1934
- Partie de campagne de Jean Renoir, 1936
- Pépé le Moko de Julien Duvivier, 1937
- Les Enfants du paradis de Marcel Carné, 1945
- La Belle et la Bête de Jean Cocteau, 1946
- Le Comédien de Sacha Guitry, 1948
- Un cœur en hiver de Claude Sautet, 1992
- IP5 de Jean-Jacques Beineix, 1992
- La Fille de d'Artagnan de Bertrand Tavernier, 1994
- Le Nouveau Monde de Alain Corneau, 1995
- Hélas pour moi de Jean-Luc Godard, 1993
- Le Hussard sur le toit de Jean-Paul Rappeneau, 1995

## Édition DVD
En juillet 1997, le film est édité en DVD par les éditions Montparnasse. Cela constitue avec Microcosmos : Le Peuple de l'herbe la première commercialisation en Europe de film en DVD.